# 巨鹭

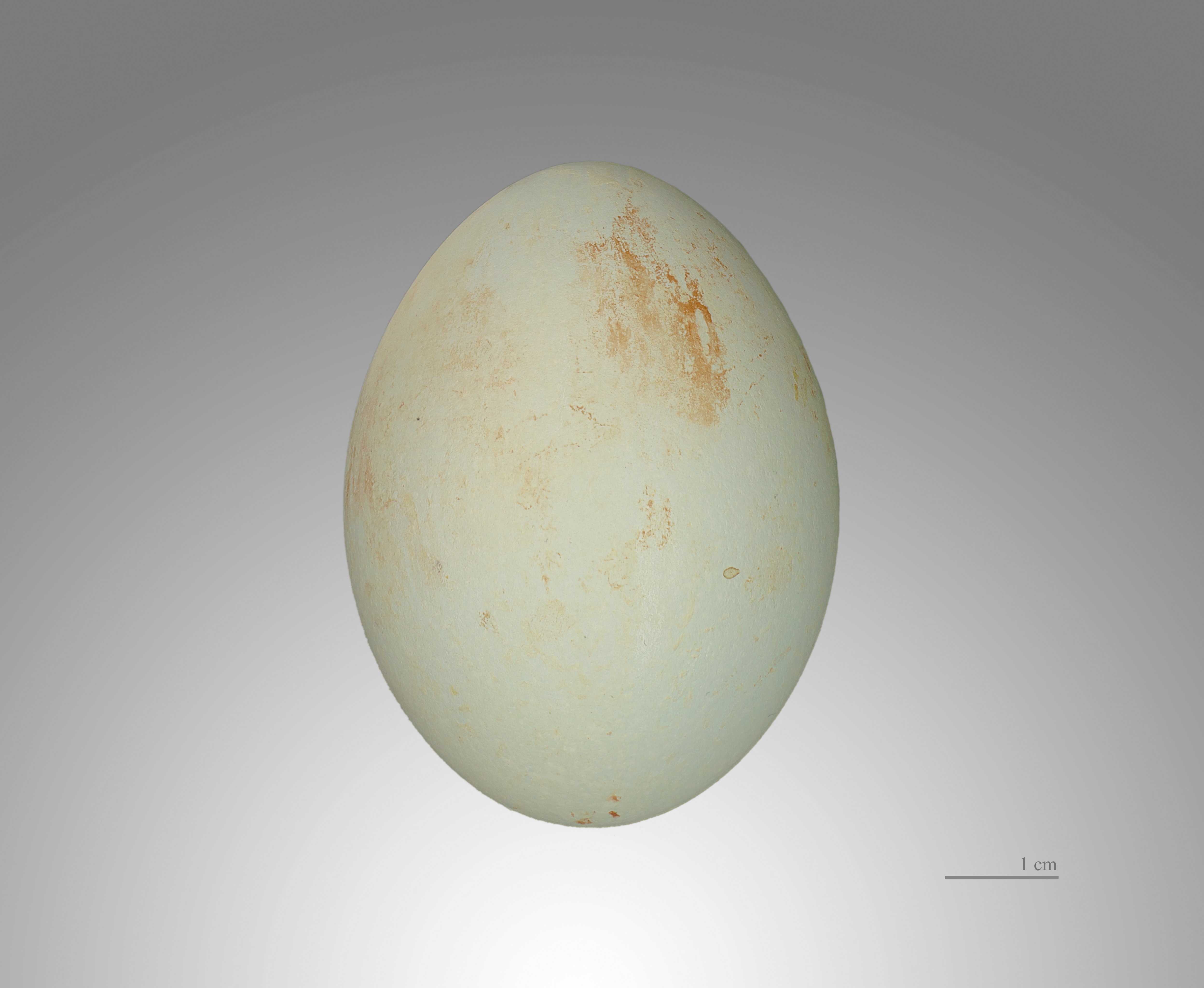
Ardea goliath

巨鷺（學名：Ardea goliath）是最大的鷺科鳥類，主要分布於撒哈拉以南非洲，有些在西亞及南亞。

## 特徵
巨鷺是世界上最大的鷺科，高1.20-1.52米，翼展闊1.85-2.30米，重4-5公斤。牠們飛行得很慢，彷彿很笨重，雙腳並不平放。雄鳥及雌鳥長相相近，整體呈灰色及栗色。冠、面部、背部及頸部兩側都是栗色的。下巴、喉嚨、前頸及上胸都是白色的，在前頸及上胸間有黑色斑紋。下胸及腹部都是淺黃色，有黑色斑紋。上頜黑色，眼睛部份是黃綠色的。雙腳是黑色的。雛鳥像成鳥，但較淡色。

## 棲息地
巨鷺棲息在湖泊、沼澤及紅樹林，有時會在三角洲出沒。

## 食性

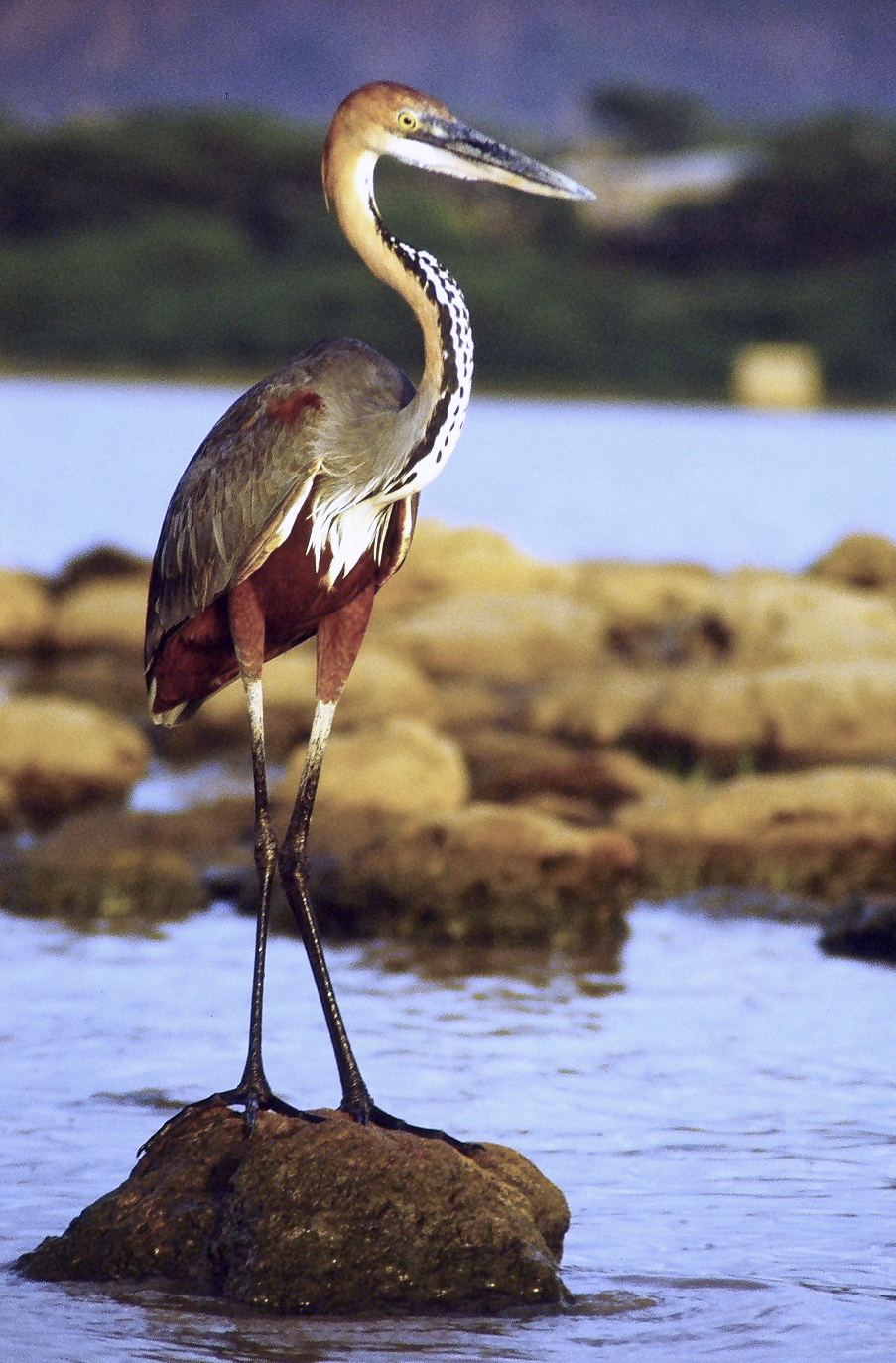
站在水面上的巨鷺。

巨鷺主要吃魚類、兩棲類及細小的齧齒目。牠們是日間活動的，但卻不怎麼活躍於覓食，往往只是站在淺水的地方等待機會。當獵物出現時，就會快速以其喙刺起獵物。

## 繁殖
巨鷺的繁殖季節是由11月至3月。牠們會在水上的樹、地面及低叢林中以樹枝築巢。